# Ambyr Childers

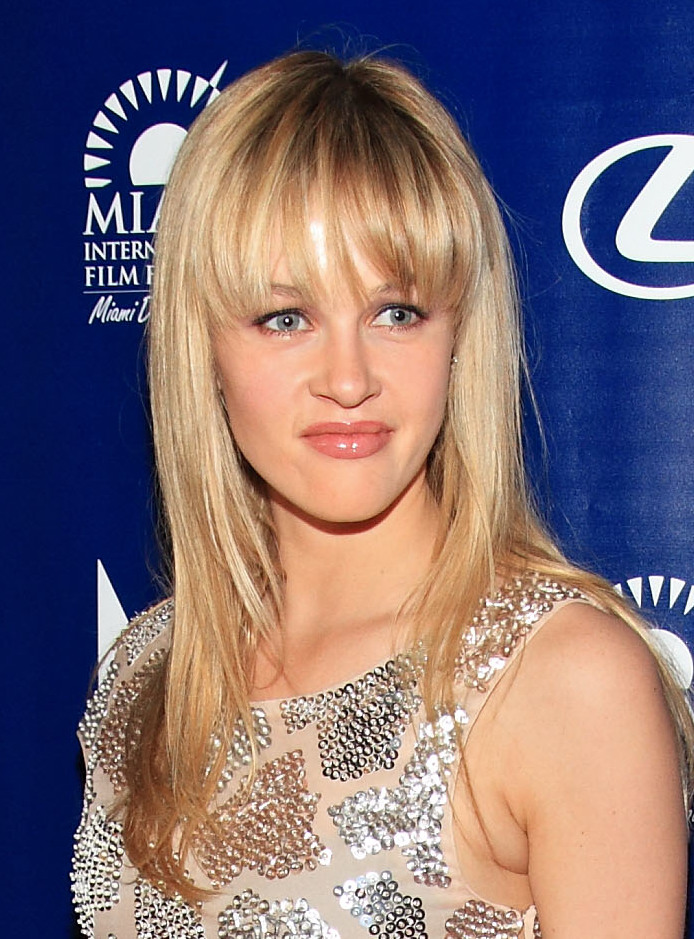
Ambyr Childers (2011)

Ambyr C. Childers (* 18. Juli 1988 in Cottonwood, Arizona) ist eine US-amerikanische Schauspielerin.

## Leben
Ambyr Childers wurde in Cottonwood geboren und wuchs in Murrieta im US-Bundesstaat Kalifornien auf. Einen ihrer ersten Fernsehauftritte hatte Childers 2003 in Dickie Roberts: Kinderstar und in Carolina – Auf der Suche nach Mr. Perfect. Von 2006 bis 2008 war sie als Colby Chandler in der Seifenoper All My Children zu sehen. Für diese Rolle gab sie ihr Stipendium an der University of California auf. 2011 spielte sie in insgesamt vier Filmen mit, darunter in Set Up und All Things Fall Apart. Des Weiteren erschien sie 2012 in Filmen wie Lady Vegas und The Master, sowie 2013 in den Filmen Gangster Squad, Broken City und We Are What We Are. In den ersten beiden Staffeln der Showtime-Serie Ray Donovan hatte sie eine Nebenrolle an der Seite von Liev Schreiber inne. Seit 2015 verkörpert sie neben David Duchovny in Aquarius die Rolle der Susan Atkins, einem Mitglied der Manson Family.
Childers war mit dem Filmproduzenten Randall Emmett verheiratet und hat mit ihm zwei Töchter.

## Filmografie (Auswahl)
- 2000: L.A. 7 (Fernsehserie, Folge 2x02)
- 2003: Carolina – Auf der Suche nach Mr. Perfect (Carolina)
- 2003: Dickie Roberts: Kinderstar (Dickie Roberts: Former Child Star)
- 2006–2008: All My Children (Seifenoper, 139 Folgen)
- 2011: All Things Fall Apart
- 2011: Love
- 2011: Set Up (Setup)
- 2011: House of the Rising Sun
- 2012: Lady Vegas (Lay the Favorite)
- 2012: The Master
- 2012: Gangster Squad
- 2013: Broken City
- 2013: We Are What We Are
- 2013–2016: Ray Donovan (Fernsehserie, 9 Folgen)
- 2015: Vice
- 2015–2016: Aquarius (Fernsehserie, 21 Folgen)
- 2016: Criminal Minds: Beyond Borders (Fernsehserie, Folge 1x11)
- 2017: A Moving Romance (Fernsehfilm)
- 2018–2019: You – Du wirst mich lieben (You, Fernsehserie, 11 Folgen)